# Bacteria bigranulosa
Bacteria bigranulosa är en insektsart som först beskrevs av Brunner von Wattenwyl 1907.  Bacteria bigranulosa ingår i släktet Bacteria och familjen Diapheromeridae. Inga underarter finns listade.